# Remote Installation Services
Los Remote Installation Services (RIS) (Servicios de Instalación Remota) son un servicio de los servidores de Microsoft que permite a ordenadores con BIOS PXE habilitado ejecutar parámetros de arranque de forma remota. 

## Funcionamiento
Durante el arranque (boot), un terminal cliente preparado para iniciarse mediante PXE emitirá una solicitud BOOTP a través de la red. Una vez que recibe dicha solicitud, el servidor DHCP proporciona una dirección IP a la máquina cliente; luego el servidor DNS le señala la ubicación del servidor RIS, y por último éste le envía una imagen de disco de arranque. Esta imagen se conoce como "Menú de inicio de SO" (OS Chooser). Una vez cargado el menú de inicio, el usuario ha de autenticarse ante el Controlador de Dominio, y acto seguido puede elegir una imagen de Windows para instalar. Los archivos correspondientes a cada imagen pueden modificarse al gusto personal mediante una herramienta como nLite, con la que se pueden añadir actualizaciones y service packs, aplicar mejoras (tweaks), realizar instalaciones de forma desatendida e incluir software adicional con el sistema operativo.
En Windows 2003 se requieren dos servicios para proveer Servicios de Instalación Remota: DHCP y RIS. El servidor RIS actúa también como un servidor proxy DHCP para proporcionar instrucciones a los ordenadores clientes. RIS usa el puerto UDP 4011 para enviar a los clientes el contenido de cada página del menú. Por medio de este servicio es posible, además, suministrar controladores a las máquinas cliente; p.ej. se utiliza para distribuir controladores de interfaz de red a los equipos conectados, lo que es necesario para lanzar el Menú de Inicio y montar la unidad donde se almacenan las imágenes.

## Historia
RIS se lanzó con Windows 2000 como un componente opcional al instalar Windows 2000 Server. Al principio, su soporte se limitaba a Windows 2000 Professional, pero con el Service Pack 3 se permite la instalación remota de Windows 2000 Server. RIS fue actualizado dos veces; la primera para soportar Windows XP, y la segunda para soportar Windows 2003. Con el lanzamiento del Service Pack 2 para Windows Server 2003, RIS fue sustituido por WDS (Windows Deployment Services).